# Сьвенциця (Сташовський повіт)
Сьвенциця (пол. Święcica) — село в Польщі, у гміні Ритв'яни Сташовського повіту Свентокшиського воєводства.
Населення — 320 осіб (2011).
У 1975-1998 роках село належало до Тарнобжезького воєводства.

## Демографія
Демографічна структура на день 31 березня 2011 року:
|          | Загалом | Допрацездатний вік | Працездатний вік | Постпрацездатний вік |
| -------- | ------- | ------------------ | ---------------- | -------------------- |
| Чоловіки | 159     | 37                 | 101              | 21                   |
| Жінки    | 161     | 28                 | 84               | 49                   |
| Разом    | 320     | 65                 | 185              | 70                   |